# بيريل فليتشير
بيريل فليتشير (بالإنجليزية: Beryl Fletcher)‏ (1938 - 21 فبراير 2018)؛ كاتِبة وروائية نيوزيلندية. درست في جامعة وايكاتو.